# Vadencourt, Somme
Vadencourt är en kommun i departementet Somme i regionen Hauts-de-France i norra Frankrike. Kommunen ligger i kantonen Villers-Bocage som tillhör arrondissementet Amiens. År 2022 hade Vadencourt 102 invånare.

## Befolkningsutveckling
Antalet invånare i kommunen Vadencourt
| Referens: INSEE |